# Рамфіофіс носатий
Рамфіофіс носатий (Rhamphiophis rostratus) — отруйна змія з роду рамфіофісів родини піщаних змій (Psammophiidae).

## Опис
Загальна довжина у середньому 0,8—1,2 м. Іноді зустрічаються особини довжиною до 1,6 м. Голова коротка, заокруглена, слабко відокремлена від тулуба, з загнутим униз дуже потужним та витягнутим рострумом. Звідси й походить назва цієї змії. Тулуб сильний, кремезний. Належить до задньоборознистих змій. Забарвлення дуже різноманітне: сіре, рожеве, коричневе, помаранчеве, біле. У темних особин луска ближче до хвоста має світлий центр, облямовані темнішим кільцем, утворюється сітчастий малюнок. Через око проходить темна горизонтальна смуга.

## Спосіб життя
Полюбляє сухі савани, напівпустелі. Активний удень. Здатен рити досить довгі нори. Харчується ящірками, зміями, гризунами, земноводними, великими комахами.
Це яйцекладна змія.

## Розповсюдження
Мешкає від Зімбабве до Ефіопії та Південного Судану.